# William Sykes (Fußballspieler)
William Sykes (* in Sheffield; † unbekannt) war ein englischer Fußballspieler.

## Karriere
Sykes war bereits in der Kriegssaison 1918/19 Spieler im Reserveteam von Sheffield United und machte zudem als Spieler von Atlas & Norfolk, einem Klub aus dem Lokalfußball von Sheffield, Schlagzeilen. So wurde ihm presseseitig im Januar 1919 eine „großartige Partie“ gegen Tinsley Park zugeschrieben, im März 1919 machte unter anderem seine Rückkehr nach Ansicht eines Korrespondenten einen „erheblichen Unterschied“ auf die Spielstärke von Atlas & Norfolk. Zur Saison 1919/20, der ersten Profisaison nach dem Ersten Weltkrieg, rückte er in die Profimannschaft von Sheffield United auf. Für den Erstligisten war er zumeist weiterhin im Reserveteam in der Midland League im Einsatz, sein einziges Pflichtspiel für die erste Mannschaft bestritt er am Neujahrstag 1920, als er anstelle von Bill Brelsford die rechte Außenläuferposition besetzte und gemeinsam mit Percy Beaumont und Harry Pantling bei einem 2:1-Ligaheimerfolg vor über 30.000 Zuschauern gegen Preston North End die Läuferreihe bildete.
Im September 1920 wurde Sykes vom Komitee der Football League ein ablösefreier Wechsel gestattet und bereits im Oktober 1920 tauchte er im Reserveteam des FC Barnsley in der Midland League auf. Bei Barnsley gehörte er in der Saison 1921/22 weiterhin zum Kader, war offenbar aber kein Vollzeitprofi, so wurde im August 1921 anlässlich des Trainingsauftakts seine Abwesenheit damit erklärt, dass er einer weiteren Tätigkeit nachgeht und daher abends trainiert. Ohne einen Pflichtspieleinsatz für die erste Mannschaft bestritten zu haben, gestattete ihm der Klub im Mai 1922 den Verein ablösefrei zu verlassen.
Sykes blieb auch in der Folge in der Midland League aktiv und spielte ab 1922 für den FC Wombwell. Mitte September 1923 wurde er neuerlich verpflichtet und ersetzte bereits wenige Tage später George Addy auf der rechten Außenläuferposition. Sykes gehörte noch bis einschließlich der Saison 1924/25 dem Klub an, als der Klub nach zwei vorangegangenen Endplatzierungen im unteren Tabellendrittel die Saison auf dem letzten Rang beendete.